# Ooencyrtus bedfordi
Ooencyrtus bedfordi är en stekelart som beskrevs av Prinsloo 1987. Ooencyrtus bedfordi ingår i släktet Ooencyrtus och familjen sköldlussteklar.
Artens utbredningsområde är Uganda. Inga underarter finns listade i Catalogue of Life.